# 堅尼夫·蘇賀尼
堅尼夫·蘇賀尼（丹麥語：Albin Kenneth Dahrup Zohore，1994年1月31日—）是一名科特迪瓦裔丹麥足球前鋒，現效力於波蘭足球甲級聯賽球會弗羅茨瓦夫。

## 職業數據
以下是蘇賀尼的職業數據 ︰
| 賽季    | 球會     | 上陣 | 入球 | 聯賽         |
| ------- | -------- | ---- | ---- | ------------ |
| 2009/10 | 哥本哈根 | 01   | 0    | 丹麥超級聯賽 |
| 2010/11 | 哥本哈根 | 015  | 01   | 丹麥超級聯賽 |
| 2013/14 | 邦比     | 05   | 02   | 丹麥超級聯賽 |
| TOTAL   | TOTAL    | 21   | 3    |              |

## 榮譽
哥本哈根
- 丹麥足球超級聯賽：2009/10, 2010/11

個人
- 2010年 丹麥最佳年青球員(17歲以下) [2]